# 三沢市立岡三沢小学校
三沢市立岡三沢小学校（みさわしりつ おかみさわしょうがっこう）は、青森県三沢市岡三沢3丁目にある公立小学校。

## 沿革
- 1916年（大正5年）4月1日 - 三沢村大字三沢字平畑64-2に三沢尋常高等小学校岡三沢分教場として開校。
- 1923年（大正12年）4月1日 - 三沢尋常小学校岡三沢分教場が岡三沢尋常小学校として昇格。
- 1924年（大正13年）9月12日 - 農業補習学校併設。
- 1927年（昭和2年）4月1日 - 上大久保分教場設置。
- 1934年（昭和9年）4月1日 - 上大久保分教場が、上大久保尋常小学校として昇格。
- 1935年（昭和10年）4月1日 - 農業補習学校が、青年学校となる。
- 1941年（昭和16年）4月1日 - 国民学校令により、岡三沢国民学校と改称。
- 1947年（昭和22年）4月1日 - 学制改革により、三沢村立岡三沢小学校と改称。
- 1948年（昭和23年）
  - 2月11日 - 三沢村の町制施行（施行後は大三沢町と改称）により、大三沢町立岡三沢小学校と改称。
  - 3月31日 - 青年学校閉鎖。
  - 4月1日 - 岡三沢中学校併設。
- 1949年（昭和24年）8月25日 - 併設の岡三沢中学校が、古間木中学校と統合し、大三沢中学校として分離。
- 1958年（昭和33年）9月1日 - 大三沢町の市制施行（施行後は三沢市と改称）により、三沢市立岡三沢小学校と改称。
- 1959年（昭和34年）8月29日 - 旧校旗樹立。
- 1960年（昭和35年）2月20日 - 校歌制定。
- 1963年（昭和38年） - 3階建完全防音校舎建築開始。
- 1966年（昭和41年）
  - 時期不明 - 3階建完全防音校舎と円形体育館が完成。
  - 12月3日 - 防音校舎落成と創立40周年記念の両式典挙行。
- 1968年（昭和43年）5月16日 - 9時48分頃に発生した十勝沖地震により、被害が生じた。被害が生じた校舎は、危険校舎と決定され、使用禁止となる。なお、地震による人的被害は無かった。児童は、仮設のプレハブ校舎にて授業を行った。
- 1970年（昭和45年）
  - 時期不明 - 災害復旧による防音校舎第一期工事竣工し、現在の校舎の一部が完成。
  - 4月 - 同月行われた入学式より、新校舎での授業が開始。
- 1971年（昭和46年）
  - 3月25日 - 災害復旧による防音校舎第2期工事が竣工。これにより現在の校舎が完成。体育館は円形体育館が暫く使われた。
  - 11月 - 校舎北にスケートリンクが誕生。
- 1972年（昭和47年）11月11日 - 校舎災害復旧工事落成と創立50周年記念の両式典挙行。創立50周年記念誌発行。
- 1973年（昭和48年） - 運動会の優勝旗が完成。
- 1990年（平成2年） - 円形体育館が廃止され、講堂が竣工。
- 1992年（平成4年）2月20日 - 「岡小創立70周年を祝う会」開催。同日、新校旗樹立。
- 1996年（平成8年） - この年から翌年にかけて、校舎の改修工事実施。
- 1997年（平成9年） - 岡三沢児童館が完成。また、校舎改修工事完了をもって、校舎北側にあったスケートリンク廃止。
- 1999年（平成11年）12月5日 - 6年1組児童が、「30人31脚」全国大会で、3位入賞[1]。
- 2011年（平成23年）
  - 4月 - プレハブ校舎の跡地に多目的室と作業室が完成。
  - 11月 - この頃、校舎耐震工事完了。
- 2022年（令和4年）
  - 5月21日 - この日開催の運動会を「岡三沢小学校創立100周年記念大運動会」として開催。同日、新運動会優勝旗も披露された[2]。
  - 11月 - 創立100周年記念式典挙行[2]。

## 通学区域と進学先中学校
出典

### 通学区域
- 東岡三沢1丁目
- 東岡三沢2丁目
- 東岡三沢3丁目
- 岡三沢4丁目
- 岡三沢5丁目
- 岡三沢6丁目
- 岡三沢7丁目
- 岡三沢8丁目
- 大字岡三沢（字後久保、字平畑64番地（基地内）、字南山（一部）、字下沢（一部）、字下久保（一部））
- 下久保1丁目
- 下久保2丁目
- 下久保3丁目
- 堀口1丁目
- 堀口2丁目
- 堀口3丁目

### 進学先中学校
- 三沢市立堀口中学校

## アクセス
- 三沢市コミュニティバス「みーばす」21・31の各系統「北浜木崎野線」、20・30の各系統「北浜線」で、「岡三沢小学校前」バス停下車。
- 十和田観光電鉄バスで、「岡三沢小学校前」バス停下車。停車路線は次述。
  - 三沢百石線。ただし、運行は平日朝夕しかない。
  - 電車代替バス。ただし、「岡三沢小学校前」バス停に停まるのは、平日6時台の農協前発十和田市行の1本のみ。

## 周辺
- 青森県道10号三沢十和田線
- 三沢市総合社会福祉センター
- 三沢郵便局
- 岡三沢公園
- 高瀬川河川事務所小川原湖出張所

## 参考資料
- 『青森県教育史 別巻』（青森県教育委員会・1973年12月20日発行）「学校沿革 小学校」743頁「岡三沢小学校」（1971年の記載分まで）